# Кунцевская (станция метро, Арбатско-Покровская и Филёвская линии)
«Ку́нцевская» — частично кросс-платформенная станция Московского метрополитена на Арбатско-Покровской и Филёвской линиях, для последней является западной тупиковой конечной. Расположена на границе районов Кунцево и Фили-Давыдково (ЗАО); названа по бывшему городу Кунцево и станции Кунцево I. Открыта 31 августа 1965 года на действующем участке «Пионерская» — «Молодёжная» Арбатско-Филёвской линии, а 7 января 2008 года стала частью участка «Парк Победы» — «Строгино» на Арбатско-Покровской. Наземная открытая станция с одной островной и одной береговой платформами. Связана подземной пересадкой с одноимённой станцией на Большой кольцевой линии. После реконструкции северной платформы на ней установлено тактильное покрытие.

## История
Название происходит от бывшего подмосковного города Кунцево (административного центра Кунцевского района Московской области до 1960 года) и расположенной рядом одноимённой платформы МЦД-1 (до 21 ноября 2019 года — Кунцево I, статус раздельного пункта, несмотря на обилие путевого развития, утрачен 25 февраля 2021 года).
Станция открыта 31 августа 1965 года на действующем участке «Пионерская» — «Молодёжная» Филёвской линии, будучи обычной платфоромой Филёвской линии. После открытия стала 74-й станцией Московского метрополитена. В 1991 году станцию предлагали переименовать в «Кунцево».

### Реконструкция станции
К 2008 году была построена вторая платформа, и 2 января 2008 года «Кунцевская» была закрыта на реконструкцию. Во время реконструкции поезда Филёвской линии ходили от «Александровского сада» до «Пионерской». Пассажирское движение по новой схеме открылось 7 января того же года, на шесть с половиной часов раньше станции «Строгино». Станции «Кунцевская», «Молодёжная» и «Крылатское» вошли в состав участка «Парк Победы» — «Строгино» Арбатско-Покровской линии, при этом «Кунцевская» стала считаться за две станции. После ввода в эксплуатацию указанного участка в Московском метрополитене стало 176 станций.
В ходе реконструкции южная половина первой платформы и бывший путь «к центру» были переданы для движения Арбатско-Покровской линии «от центра», вместе с участком Филёвской линии от «Кунцевской» до «Крылатского», а северная половина и бывший путь «от центра» стали выполнять функции конечной станции Филёвской линии. Единственный путь новой платформы стал использоваться для следования поездов Арбатско-Покровской линии в направлении «к центру». Таким образом, станция стала единственной в Москве наземной пересадочной станцией и единственным наземным кросс-платформенным пересадочным узлом в Московском метро (не считая сопряжённой с железнодорожной платформой станции «Выхино») и четвёртым (после «Китай-города», «Третьяковской» и «Каширской») действующим кросс-платформенным узлом, а также единственной в Московском метрополитене станцией с тремя путями, где все три пути регулярно используются для постоянного пассажирского движения.

## Северная платформа
Открыта 31 августа 1965 года на действующем участке Филёвской линии «Пионерская» — «Молодёжная», на восемь недель позже «Молодёжной».

### Архитектура и оформление
Наземная открытая островная платформа. До продления Арбатско-Покровской линии была единственной платформой станции и использовалась поездами Филёвской линии для движения в обоих направлениях.
Северный путь — единственный путь для поездов Филёвской линии, используется как для прибытия поездов от «Александровского сада», так и для отправления их же обратно в сторону центра. Так как станция является для линии конечной, а оборотные тупики за ней отсутствуют, оборот поездов осуществляется непосредственно на станции посредством смены кабины машинисты. Южный путь используется для следования поездов Арбатско-Покровской линии в сторону «Пятницкого шоссе»; таким образом, на северной платформе организована кросс-платформенная пересадка между Арбатско-Покровской и Филёвской линиями. Колонны на платформе облицованы белым мрамором. Напольное покрытие — асфальт. Архитектор — Р. И. Погребной.

### Реконструкция северной платформы
| - Платформа станции "Кунцевская" по направлению из центра во время реконструкции |

Платформа закрывалась на реконструкцию с 5 октября 2017 года по 18 марта 2019 года. Поезда, следовавшие от станции «Славянский бульвар» Арбатско-Покровской линии, на станции «Кунцевская» не останавливались и сразу же ехали на станцию «Молодёжная». В конце 2017 года также была частично снесена северо-западная часть платформы, предназначенная для оборота поездов Филёвской линии, высадка пассажиров осуществлялась только из последнего вагона.
Произошла замена бетонных свай, колонн, потолков и покрытия на идентичные установленным на новой платформе. Также адаптировали станцию для людей с ограниченным передвижением (лифт есть только в новом павильоне станции) и создали более удобную конфигурацию существующих пассажиропотоков как на вход/выход, так и на уровневую пересадку. Ранее предполагалось, что при реконструкции Филёвской линии вся станция может стать подземной.
По состоянию на ноябрь 2017 году, на станции бвло сделано 20 % от объёма реконструкции. К сентябрю 2018 года уровень объёма выполненных работ технологически позволял разрешить посадку-высадку пассажиров из первого вагона, однако никакого ослабления ограничений не последовало. Остановка поездов Арбатско-Покровской линии была возобновлена с начала движения поездов 18 марта 2019 года. Фактически платформа была полностью перестроена заново. Единственная часть, сохранившаяся с предыдущей конструкции это стена, являющаяся опорой моста Рублёвского Шоссе.

### Галерея
| - Платформа и пешеходный мост - Платформа и восточный вестибюль |

## Южная платформа
Открыта 7 января 2008 года в 5:30 мск в составе участка «Парк Победы» — «Молодёжная» (по техническим причинам движение поездов с пассажирами до станции «Строгино» началось на шесть часов позже).

### Оформление
Наземная открытая боковая платформа. Единственный путь используется для следования поездов Арбатско-Покровской линии в сторону «Щёлковской». Отделка южной платформы заметно отличается от построенной значительно раньше северной. Стена новой платформы отделана терракотовым мрамором. Напольное покрытие — светло-серый гранит. По краю платформы, как на всех современных станциях, проходит светодиодная ограничительная линия. Колонны — прямые, с квадратным сечением, отделаны тёмным мрамором, по серединам граней пущены желоба из нержавеющей стали, основания отделаны чёрным камнем, предположительно, чёрным габбро. Проект новой платформы и вестибюля — А. Л. Вигдоров.

### Галерея
| - Восточный вестибюль - Западный вестибюль - Состав серии Еж на станции - Новая платформа |

## Расположение, вестибюли и пересадки
Для Филёвской линии станция является конечной, на Арбатско-Покровской она расположена между станциями «Славянский бульвар» и «Молодёжная». Обе платформы находятся частично под путепроводом Рублёвского шоссе в месте его пересечения с Малой Филёвской и Молдавской улицами, на границе районов Кунцево и Фили-Давыдково (ЗАО).
Старая платформа имеет два лёгких остеклённых вестибюля с выходом на Рублёвское шоссе. С одной стороны каждого из них осуществляется вход, с другой — выход пассажиров. 6 июня 2017 года восточный вестибюль был закрыт на реконструкцию, 2 октября того же года был закрыт западный. За время реконструкции оба вестибюля подверглись перестройке. Западный вестибюль был открыт для пассажиров после реконструкции 1 июня 2019 года, восточный был открыт двумя днями позже. Вестибюли станции — двухуровневые. Над старой платформой два симметрично расположенных вестибюля с обеих сторон Рублёвского путепровода, пролёт которого перекрывает центр платформы. Между новой платформой и вестибюлем установлен лифт для обслуживания маломобильных пассажиров.
На новой платформе также построены два вестибюля, но оформлены они более монументально, чем на старой; в отделке применены панели оранжевого и синего цветов. В западном вестибюле билетные кассы встроены в стену вестибюля и выходят на улицу, как на станциях «Речной вокзал» и «ВДНХ». Оба вестибюля имеют раздельные дверные блоки на вход и выход.
Для пересадки между старой и новой платформами в обоих концах станции сооружены пешеходные мостики, благодаря которым пассажиры каждой из платформ могут воспользоваться любым из четырёх вестибюлей. Вместе с южной платформой в 2008 году был открыт лишь восточный переход на северную платформу; западный переход был открыт 15 августа 2011 года.
В 2018 году к югу от станции начаты подготовительные работы по строительству одноимённой станции Большой кольцевой линии. Переход на неё примыкает к западному торцевому мосту между платформами.
7 декабря 2021 года была открыта пересадка на станцию «Кунцевская» Большой кольцевой линии через новый совмещённый вестибюль, пристроенный к западному торцевому мосту. Поскольку новая «Кунцевская» находится на глубине 31 метра, то переход на наземные станции осуществляется посредством эскалатора.

## Наземный общественный транспорт

### Городской
На этой станции можно пересесть на следующие маршруты городского пассажирского транспорта:
- Автобусы: 11, 73, 127, 135, 200, 205, 236, 275, 283, 464, 610, 612, 688, 733

### Областной
- | 452: | м. Кунцевская · Звенигород |
- | 1193: | м. Кунцевская · ТЦ Вегас-Кунцево |

## Путевое развитие
За станцией со стороны Филёвской линии, для которой она конечная, ввиду того, что путь один, не построены оборотные тупики, поэтому при обороте состав отправляется с того же пути, на который прибыл. За платформой расположен тупик и съезд на I главный путь Арбатско-Покровской линии, а также пошёрстный съезд между её главными путями. Пикет — ПК122+40.
|  |  |  |  |

|  |  |  |  |

|  |  |  |  |

|  |  |  |  |

|  |  |  |  |

|  |  |  |  |

|  |  |  |  |

|  |  |  |  |

|  |  |  |  |

|  |  |  |  |

|  |  |  |  |

|  |  |  |  |

|  |  |  |  |

|  |  |  |  |

|  |  |  |  |

|  |  |  |  |

|  |  |  |  |

|  |  |  |  |

|  |  |  |  |

|  |  |  |  |

|  |  |  |  |

|  |  |  |  |

|  |  |  |  |

|  |  |  |  |

|  |  |  |  |

|  |  |  |  |

|  |  |  |  |

|  |  |  |  |

|  |  |  |  |

|  |  |  |  |

|  |  |  |  |

|  |  |  |  |

## Перспективы
В долгосрочной перспективе возможно продление Филёвской линии на запад от станции «Кунцевская» в районы Можайский, Троекурово и Сколково.

## Станция в цифрах

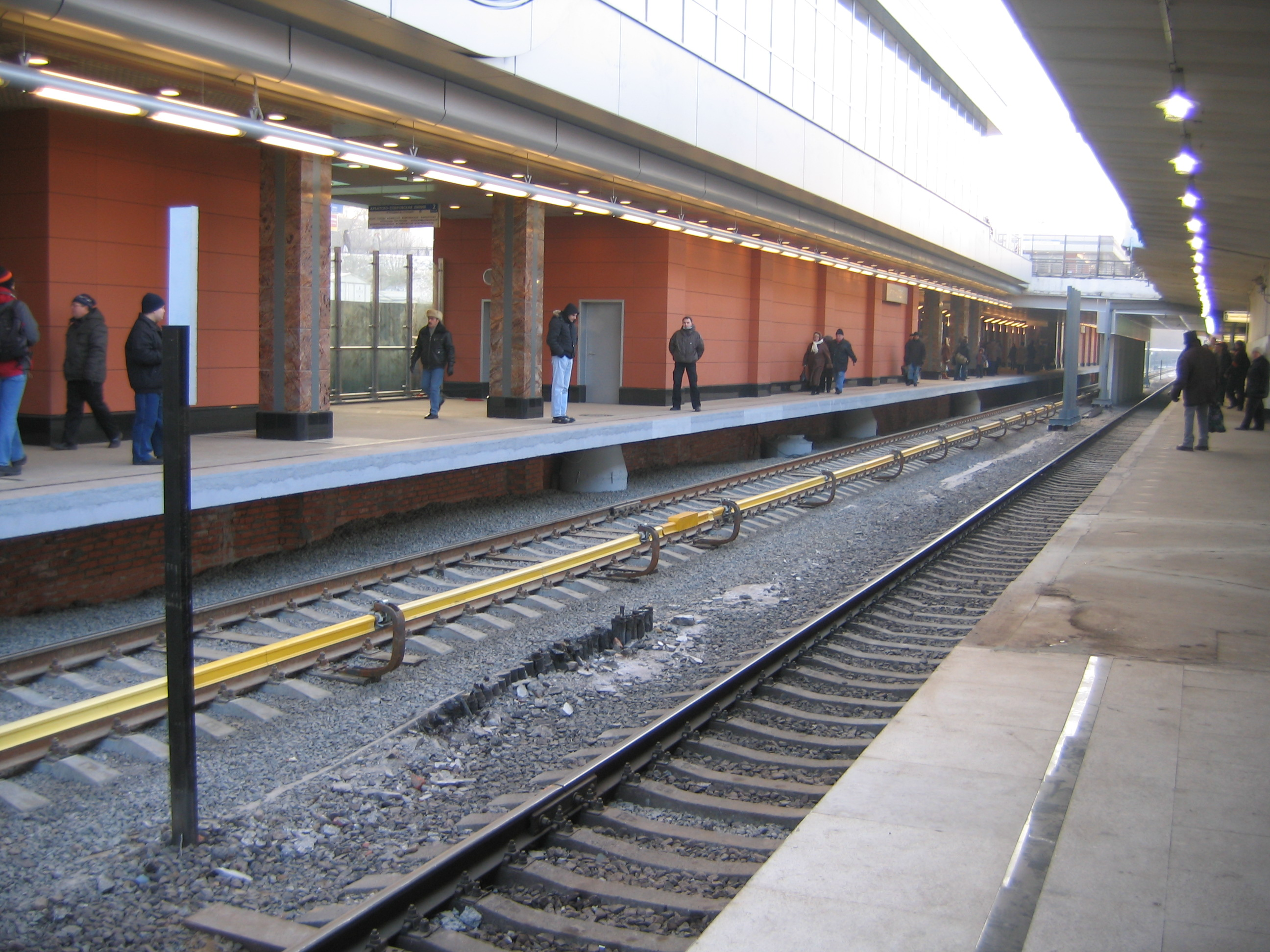
Кунцевская, 2 платформы и пути.

- Таблица времени прохождения первого поезда через станцию[11]:

| По чётным числам                       | Будние дни | Выходные дни |
| По нечётным числам                     | Будние дни | Выходные дни |
| В сторону станции «Славянский бульвар» | 05:43:00   | 5:43         |
| В сторону станции «Славянский бульвар» | 05:43:00   | 5:43         |
| В сторону станции «Молодёжная»         | 5:53       | 5:53         |
| В сторону станции «Молодёжная»         | 5:51       | 5:51         |
| В сторону станции «Пионерская»         | 05:44:00   | 05:44:00     |
| В сторону станции «Пионерская»         | 05:53:00   | 05:53:00     |